# New Zealand Aluminium Smelters

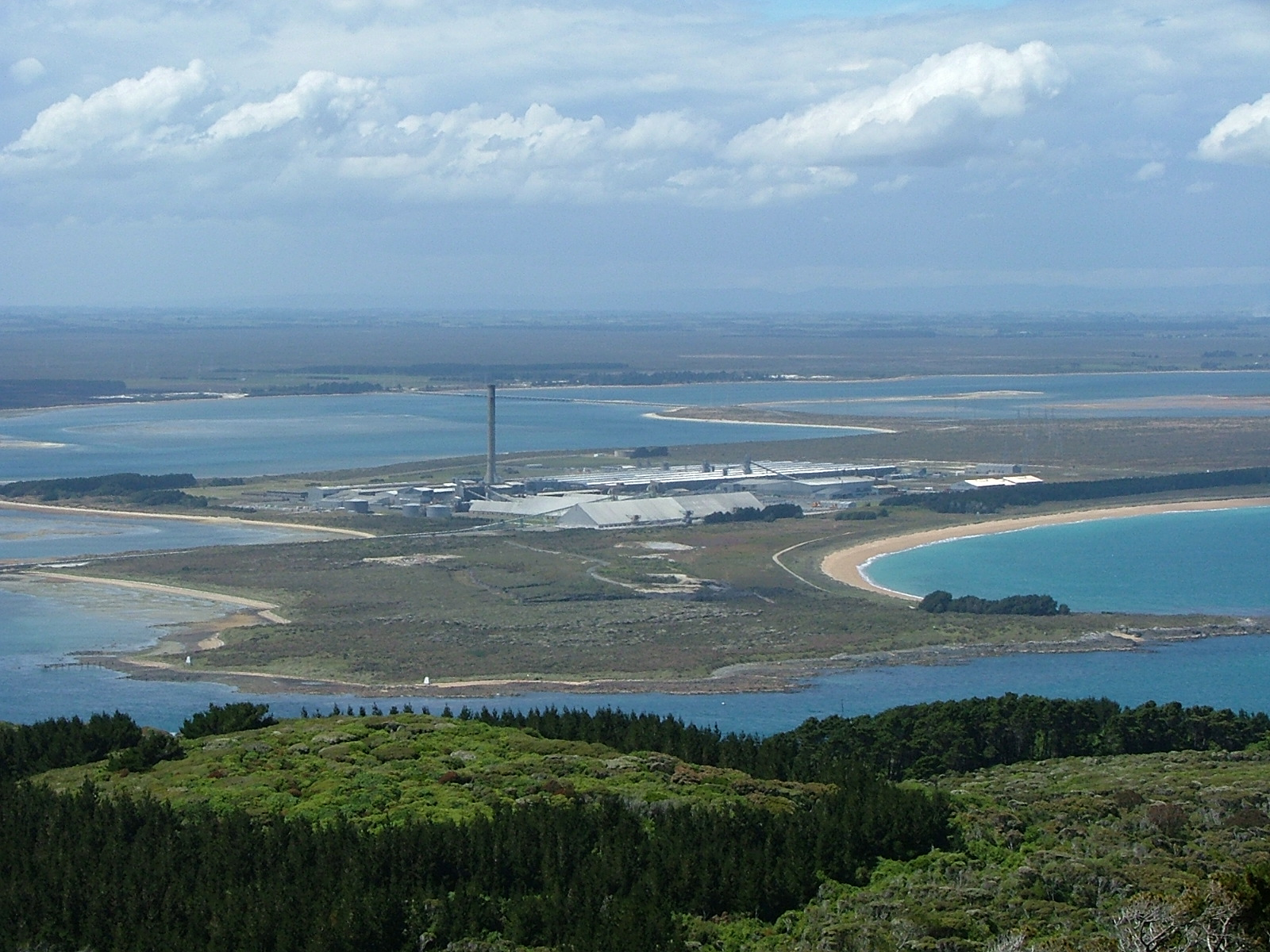
Blick von Südwesten auf die Anlage der New Zealand Aluminium Smelters

Das New Zealand Aluminium Smelters (NZAS) genannte Unternehmen der Aluminium-Produktion in Neuseeland ist das einzige seiner Art im Land und im Süden der Südinsel angesiedelt. Die Anlage ist auch unter dem früher genutzten Namen Tiwai Point Aluminium Smelter bekannt.

## Geographie
Das Werk des Unternehmens befindet sich am westlichen Ende der Tiwai Peninsula, rund 1,4 km nordöstlich vom Tiwai Point, rund 2,2 km ostnordöstlich von Bluff und rund 19 km südlich des Stadtzentrums von Invercargill. Das Werk nimmt eine Fläche von ungefähr 1,4 km² ein.

## Geschichte
Das Unternehmen wurde am 13. Februar 1969 unter dem Namen New Zealand Aluminium Smelters gegründet und nahm im Jahr 1971 seine Produktion auf.

## Besitzverhältnisse
Das Unternehmen gehört zu 79,36 % der Pacific Aluminium (New Zealand) Limited, das zu 100 % ein Tochterunternehmen der RTA Pacific Pty Limited aus Brisbane, Queensland, Australien ist. Der andere Unternehmensanteil von 20,64 % ist im Besitz des japanischen Unternehmens Sumitomo Chemical Company Limited.

## Produktion
Das Unternehmen bezieht den größten Teil der Tonerde von der Mine aus der kleinen Siedlung Yarwun und von der Queensland Alumina Limited, beide Australien und produzierte 335.405 Tonnen Aluminium.
Im August 2021 sollte der Betrieb der Hüttenverarbeitung wegen der hohen Betriebskosten eingestellt werden. Nach Verhandlungen und einem neuen Stromvertrag verpflichtete sich das Unternehmen im Januar 2021 die Produktion bis Dezember 2024 weiterzuführen.